# België op het wereldkampioenschap voetbal 1982
België was een van de deelnemende landen op het wereldkampioenschap voetbal 1982 in Spanje. Het was de zesde deelname voor het land. Guy Thys nam als bondscoach voor de eerste keer deel aan het WK. De Rode Duivels overleefden de eerste groepsfase, maar vlogen er in de tweede ronde uit na nederlagen tegen Polen en de Sovjet-Unie.

## Kwalificatie
België begon op 15 oktober 1980 in groep 2 aan de kwalificatie voor het wereldkampioenschap. De Belgen speelden op verplaatsing tegen Ierland. Bert Cluytens bracht de Belgen al snel op voorsprong, maar de Ieren wisten nog voor de rust gelijk te maken. In de tweede helft vielen er geen doelpunten meer.
Nadien volgde al meteen de derby der Lage Landen. In het Heizelstadion ontving België het Nederland van bondscoach Jan Zwartkruis. Het werd een bitsige wedstrijd. René Vandereycken lokte vlak na de rust een strafschop uit, die door Erwin Vandenbergh werd omgezet. België won met 1-0.
Vervolgens trokken de Duivels naar Cyprus. Via Vandenbergh en Jan Ceulemans werd het 0-2. Nadien kwamen de Cyprioten naar België. De Duivels hoopten met een zo'n groot mogelijk verschil te winnen om hun doelsaldo op te krikken. Het stond al snel 2-0 via Gerard Plessers en opnieuw Vandenbergh. Een monsterscore leek in de maak, tot de wedstrijd stilviel en de Cyprioten verrassend op gelijke hoogte kwamen. Ceulemans zorgde na meer dan een uur spelen alsnog voor de zege. Dat deed hij in maart 1981 opnieuw. Ierland zakte af naar het Heizelstadion en hield de Rode Duivels een wedstrijd lang onder controle. Pas in de 88e minuut wist Ceulemans met het hoofd de score te openen. Eerder was er al een goal van de Ieren afgekeurd.
Nadien stond er een dubbele confrontatie met Frankrijk op het menu. De Fransen streden samen met de Rode Duivels om groepswinst. In Frankrijk trapte Vandenbergh zijn land al na 5 minuten op voorsprong, maar de Fransen reageerden meteen. Nog voor de rust liepen ze uit tot 3-1. Ceulemans kon na de rust nog milderen, maar een gelijkspel zat er nooit in. In eigen land kwamen de spelers van Guy Thys beter voor de dag. In een spannende wedstrijd zorgen debutant Alex Czerniatynski en Vandenbergh voor de mooie 2-0 zege. Een belangrijke zege die ervoor zorgde dat België uiteindelijk groepswinnaar werd.
De laatste kwalificatiewedstrijd vond plaats in Rotterdam. Voor de Belgen stond er niets op het spel, Nederland moest met minstens vier doelpunten verschil winnen om nog kans te maken op het wereldkampioenschap. De Nederlanders kwamen al snel 2-0 voor, waarna Walter Meeuws nog eens rood pakte. Na de rust diepte Ruud Geels de score uit voor Oranje.

### Kwalificatieduels
| 15 oktober 1980  | Ierland   | 1 - 1 | België    |
| 19 november 1980 | België    | 1 - 0 | Nederland |
| 21 december 1980 | Cyprus    | 0 - 2 | België    |
| 18 februari 1981 | België    | 3 - 2 | Cyprus    |
| 25 maart 1981    | België    | 1 - 0 | Ierland   |
| 29 april 1981    | Frankrijk | 3 - 2 | België    |
| 9 september 1981 | België    | 2 - 0 | Frankrijk |
| 14 oktober 1981  | Nederland | 3 - 0 | België    |

### Eindstand
| Land      | Wed | W | G | V | DV | DT | Ptn |
| --------- | --- | - | - | - | -- | -- | --- |
| België    | 8   | 5 | 1 | 2 | 12 | 9  | 11  |
| Frankrijk | 8   | 5 | 0 | 3 | 20 | 8  | 10  |
| Ierland   | 8   | 4 | 2 | 2 | 17 | 11 | 10  |
| Nederland | 8   | 4 | 1 | 3 | 11 | 7  | 9   |
| Cyprus    | 8   | 0 | 0 | 8 | 4  | 29 | 0   |

## Het wereldkampioenschap
België werd voor de loting ondergebracht in pot 4, samen met onder meer Frankrijk en Schotland. De loting zorgde ervoor dat België in groep 3 belandde, samen met toenmalig wereldkampioen Argentinië, Hongarije en El Salvador. De Rode Duivels mochten in Nou Camp de openingswedstrijd van het toernooi spelen tegen Argentinië. Het stadion, de thuishaven van FC Barcelona, was gevuld met supporters van Barça die een glimp wilden opvangen van de Argentijnse stervoetballer Diego Maradona, die even voordien een contract had getekend bij de Catalaanse club. Maar de Belgen vingen Maradona goed op en scoorden zelf het enige doelpunt van de wedstrijd. Erwin Vandenbergh controleerde een verre voorzet van Frank Vercauteren en trapte de bal genadeloos voorbij doelman Ubaldo Fillol. Zijn collega aan de overkant, Jean-Marie Pfaff, wist zijn netten wel schoon te houden.
De verrassende zege was een stimulans voor de Belgen, die het in hun tweede wedstrijd opnamen tegen het bescheiden El Salvador. Wat een ruime zege moest worden voor de Rode Duivels, werd net geen uitschuiver. Ludo Coeck trapte een vrije trap van op zo'n 30 m binnen en voorkwam dat de Belgen hun laatste wedstrijd moesten winnen.
In het derde en laatste duel stond Hongarije op het programma. De Hongaren hadden eerder El Salvador met 10-1 ingeblikt. De Belgen hadden genoeg aan een gelijkspel, maar kwamen al snel achter. Bovendien viel aanvoerder Eric Gerets ook uit na een botsing met Pfaff. Pas laat in de tweede helft kwamen de Duivels op gelijke hoogte. Ceulemans begon op zijn eigen helft aan een lange rush. Hij snelde de Hongaren op de rechterflank voorbij, verloor én heroverde de bal in het Hongaarse strafschopgebied en legde dan opzij naar Czerniatynski die het leer via zijn scheenbeen in de benedenhoek plaatste. Het bleef bij 1-1 en de Belgen mochten samen met Argentinië naar de volgende groepsfase.
Gerets was geblesseerd, Pfaff had het verkorven bij Thys. Reservedoelman Theo Custers mocht in de basis starten tegen Polen, evenals Wilfried Van Moer, Michel Renquin en Gerard Plessers. Het team was moegestreden en was niet opgewassen tegen de klasse van de Poolse stervoetballer Zbigniew Boniek. Hij maakte de Belgen in Nou Camp af met een hattrick. In hetzelfde stadion verloren de Duivels vervolgens met het kleinste verschil van de Russen. Custers, die tegen Polen drie goals om zijn oren kreeg, werd vervangen door derde doelman Jacky Munaron.

## Uitrustingen
Sportmerk: Admiral
| Thuis | Uit | Doelman | Doelman |

### Technische staf
| Naam            | Functie           |
| --------------- | ----------------- |
| Technische staf |                   |
| Guy Thys        | Bondscoach        |
| Julien Labeau   | Assistent-trainer |

### Selectie
| No. | Naam                  | Wedstr. |   |   |   |   |   | Club            |
| --- | --------------------- | ------- | - | - | - | - | - | --------------- |
| 1   | Jean-Marie Pfaff      | 3       | 0 | 1 | 0 | 0 | 0 | KSK Beveren     |
| 2   | Eric Gerets           | 3       | 0 | 0 | 0 | 0 | 1 | Standard Luik   |
| 3   | Luc Millecamps        | 5       | 0 | 1 | 0 | 0 | 0 | KSV Waregem     |
| 4   | Walter Meeuws         | 4       | 0 | 1 | 0 | 0 | 1 | Standard Luik   |
| 5   | Michel Renquin        | 2       | 0 | 0 | 0 | 0 | 0 | RSC Anderlecht  |
| 6   | Frank Vercauteren     | 5       | 0 | 0 | 0 | 0 | 0 | RSC Anderlecht  |
| 7   | Jos Daerden           | 0       | 0 | 0 | 0 | 0 | 0 | Standard Luik   |
| 8   | Wilfried Van Moer     | 3       | 0 | 0 | 0 | 2 | 1 | KSK Beveren     |
| 9   | Erwin Vandenbergh     | 5       | 1 | 0 | 0 | 0 | 0 | Lierse SK       |
| 10  | Ludo Coeck            | 5       | 1 | 0 | 0 | 0 | 0 | RSC Anderlecht  |
| 11  | Jan Ceulemans         | 5       | 0 | 0 | 0 | 0 | 1 | Club Brugge     |
| 12  | Theo Custers          | 1       | 0 | 0 | 0 | 0 | 0 | Espanyol        |
| 13  | François Van der Elst | 2       | 0 | 0 | 0 | 2 | 0 | West Ham United |
| 14  | Marc Baecke           | 4       | 0 | 0 | 0 | 1 | 0 | KSK Beveren     |
| 15  | Maurits De Schrijver  | 2       | 0 | 0 | 0 | 0 | 1 | KSC Lokeren     |
| 16  | Gerard Plessers       | 2       | 0 | 0 | 0 | 1 | 1 | Standard Luik   |
| 17  | René Verheyen         | 1       | 0 | 0 | 0 | 0 | 0 | KSC Lokeren     |
| 18  | Raymond Mommens       | 0       | 0 | 0 | 0 | 0 | 0 | KSC Lokeren     |
| 19  | Marc Millecamps       | 1       | 0 | 0 | 0 | 1 | 0 | KSV Waregem     |
| 20  | Guy Vandersmissen     | 4       | 0 | 0 | 0 | 0 | 3 | Standard Luik   |
| 21  | Alex Czerniatynski    | 5       | 1 | 0 | 0 | 1 | 0 | Antwerp FC      |
| 22  | Jacky Munaron         | 1       | 0 | 0 | 0 | 0 | 0 | RSC Anderlecht  |

### Wedstrijden

#### Poulefase - ronde 1
|                          |            |                 |        |                                                                                      |
| 13 juni 1982 20:00 UTC+2 | Argentinië | 0 – 1           | België | Nou Camp, Barcelona Toeschouwers: 95.000 Scheidsrechter: Christov Vojtech (Tsjechië) |
| 13 juni 1982 20:00 UTC+2 |            | 62' Vandenbergh |        | Nou Camp, Barcelona Toeschouwers: 95.000 Scheidsrechter: Christov Vojtech (Tsjechië) |

| Argentinië | België |

| Argentinië:        |    |                   |     |
|                    |    |                   |     |
| GK                 | 7  | Ubaldo Fillol     |     |
| RB                 | 14 | Jorge Olguin      |     |
| CB                 | 8  | Luis Galván       |     |
| CB                 | 15 | Daniel Passarella |     |
| LB                 | 18 | Alberto Tarantini |     |
| CM                 | 1  | Osvaldo Ardiles   |     |
| CM                 | 8  | Américo Gallego   |     |
| AM                 | 10 | Diego Maradona    |     |
| RW                 | 4  | Daniel Bertoni    | 55' |
| CF                 | 6  | Ramón Díaz        | 63' |
| LW                 | 11 | Mario Kempes      |     |
| Invallers:         |    |                   |     |
| FW                 | 20 | Jorge Valdano     | 63' |
| Coach:             |    |                   |     |
| César Luis Menotti |    |                   |     |

| België:  |    |                      |     |
|          |    |                      |     |
| GK       | 1  | Jean-Marie Pfaff     |     |
| RB       | 2  | Eric Gerets          |     |
| CB       | 3  | Luc Millecamps       | 50' |
| CB       | 14 | Marc Baecke          |     |
| LB       | 15 | Maurits De Schrijver |     |
| RM       | 20 | Guy Vandersmissen    |     |
| DM       | 10 | Ludo Coeck           |     |
| AM       | 11 | Jan Ceulemans        |     |
| LM       | 6  | Frank Vercauteren    |     |
| CF       | 9  | Erwin Vandenbergh    |     |
| CF       | 21 | Alex Czerniatynski   |     |
| Coach:   |    |                      |     |
| Guy Thys |    |                      |     |

|                          |           |       |             | |
| 19 juni 1982 21:00 UTC+2 | België    | 1 – 0 | El Salvador | Estadio Manuel Martínez Valero, Elx Toeschouwers: 15.000 Scheidsrechter: Malcolm Moffatt (Noord-Ierland) |
| 19 juni 1982 21:00 UTC+2 | Coeck 19' |       |             | Estadio Manuel Martínez Valero, Elx Toeschouwers: 15.000 Scheidsrechter: Malcolm Moffatt (Noord-Ierland) |

| België | El Salvador |

| België:    |    |                       |     |
|            |    |                       |     |
| GK         | 1  | Jean-Marie Pfaff      |     |
| RB         | 2  | Eric Gerets           |     |
| CB         | 3  | Luc Millecamps        |     |
| CB         | 4  | Walter Meeuws         |     |
| LB         | 14 | Marc Baecke           |     |
| RM         | 20 | Guy Vandersmissen     | 46' |
| DM         | 10 | Ludo Coeck            |     |
| AM         | 11 | Jan Ceulemans         | 80' |
| LM         | 6  | Frank Vercauteren     |     |
| CF         | 9  | Erwin Vandenbergh     |     |
| CF         | 21 | Alex Czerniatynski    |     |
| Invallers: |    |                       |     |
| FW         | 13 | François Van der Elst | 46' |
| MF         | 8  | Wilfried Van Moer     | 80' |
| Coach:     |    |                       |     |
| Guy Thys   |    |                       |     |

| El Salvador:              |    |                      |         |
|                           |    |                      |         |
| GK                        | 1  | Luis Guevara Mora    |         |
| RB                        | 12 | Francisco Osorto     | 17' 46' |
| CB                        | 3  | José Francisco Jovel |         |
| CB                        | 15 | Jaime Rodríguez      |         |
| LB                        | 4  | Carlos Recinos       |         |
| CM                        | 5  | Ramón Fagoaga        | 74'     |
| CM                        | 6  | Joaquín Ventura      |         |
| CM                        | 14 | Luis Ramírez Zapata  |         |
| AM                        | 10 | Norberto Huezo       |         |
| CF                        | 13 | José María Rivas     |         |
| CF                        | 11 | Mágico González      |         |
| Invallers:                |    |                      |         |
| DF                        | 18 | Miguel Ángel Díaz    | 46'     |
| Coach:                    |    |                      |         |
| Mauricio Alonso Rodríguez |    |                      |         |

|                          |                   |       |           |                                                                                                |
| 22 juni 1982 21:00 UTC+2 | België            | 1 – 1 | Hongarije | Estadio Manuel Martínez Valero, Elx Toeschouwers: 37.000 Scheidsrechter: Clive White, Engeland |
| 22 juni 1982 21:00 UTC+2 | Czerniatynski 76' |       | 27' Varga | Estadio Manuel Martínez Valero, Elx Toeschouwers: 37.000 Scheidsrechter: Clive White, Engeland |

| België | Hongarije |

| België:    |    |                    |     |
|            |    |                    |     |
| GK         | 1  | Jean-Marie Pfaff   | 65' |
| RB         | 2  | Eric Gerets        | 62' |
| CB         | 3  | Luc Millecamps     |     |
| CB         | 4  | Walter Meeuws      | 79' |
| LB         | 14 | Marc Baecke        |     |
| RM         | 20 | Guy Vandersmissen  | 46' |
| DM         | 10 | Ludo Coeck         |     |
| AM         | 11 | Jan Ceulemans      |     |
| LM         | 6  | Frank Vercauteren  |     |
| CF         | 9  | Erwin Vandenbergh  |     |
| CF         | 21 | Alex Czerniatynski |     |
| Invallers: |    |                    |     |
| MF         | 8  | Wilfried Van Moer  | 46' |
| DF         | 16 | Gerard Plessers    | 62' |
| Coach:     |    |                    |     |
| Guy Thys   |    |                    |     |

| Hongarije:     |    |                  |     |
|                |    |                  |     |
| GK             | 1  | Ferenc Mészáros  |     |
| DF             | 2  | Győző Martos     |     |
| DF             | 18 | Attila Kerekes   | 46' |
| DF             | 19 | József Varga     |     |
| DF             | 6  | Imre Garaba      |     |
| MF             | 9  | András Törőcsik  |     |
| MF             | 5  | Sandor Müller    |     |
| MF             | 8  | Tibor Nyilasi    |     |
| MF             | 11 | Gábor Pölöskei   | 62' |
| FW             | 10 | László Kiss      |     |
| FW             | 7  | László Fazekas   |     |
| Invallers:     |    |                  |     |
| DF             | 14 | Sándor Sallai    | 67' |
| MF             | 16 | Ferenc Csongrádi | 70' |
| Coach:         |    |                  |     |
| Kálmán Mészöly |    |                  |     |

#### Poulefase - ronde 2
|                          |                     |       |        |                                                                                          |
| 28 juni 1982 21:00 UTC+2 | Polen               | 3 – 0 | België | Nou Camp, Barcelona Toeschouwers: 65.000 Scheidsrechter: Luis Paulino Siles (Costa-Rica) |
| 28 juni 1982 21:00 UTC+2 | Boniek 4', 26', 53' |       |        | Nou Camp, Barcelona Toeschouwers: 65.000 Scheidsrechter: Luis Paulino Siles (Costa-Rica) |

| Polen | België |

| Polen:             |    |                      |     |
|                    |    |                      |     |
| GK                 | 1  | Józef Młynarczyk     |     |
| RB                 | 5  | Paweł Janas          |     |
| CB                 | 2  | Marek Dziuba         |     |
| CB                 | 9  | Władysław Żmuda      |     |
| LB                 | 10 | Stefan Majewski      |     |
| CM                 | 8  | Waldemar Matysik     |     |
| CM                 | 3  | Janusz Kupcewicz     | 82' |
| CM                 | 13 | Andrzei Buncol       |     |
| RW                 | 16 | Grzergorz Lato       |     |
| CF                 | 20 | Zbigniew Boniek      |     |
| LW                 | 11 | Włodzimierz Smolarek | 48' |
| Invallers:         |    |                      |     |
| MF                 | 15 | Włodzimierz Ciołek   | 82' |
| Coach:             |    |                      |     |
| Antoni Piechniczek |    |                      |     |

| België:    |    |                       |     |
|            |    |                       |     |
| GK         | 12 | Theo Custers          |     |
| RB         | 5  | Michel Renquin        |     |
| CB         | 3  | Luc Millecamps        |     |
| CB         | 4  | Walter Meeuws         |     |
| LB         | 16 | Gerard Plessers       | 88' |
| RM         | 8  | Wilfried Van Moer     | 46' |
| DM         | 10 | Ludo Coeck            |     |
| AM         | 11 | Jan Ceulemans         |     |
| LM         | 6  | Frank Vercauteren     |     |
| CF         | 9  | Erwin Vandenbergh     |     |
| CF         | 21 | Alex Czerniatynski    |     |
| Invallers: |    |                       |     |
| FW         | 13 | François Van der Elst | 46' |
| DF         | 14 | Marc Baecke           | 88' |
| Coach:     |    |                       |     |
| Guy Thys   |    |                       |     |

|                         |        |               |             |                                                                                    |
| 1 juli 1982 21:00 UTC+2 | België | 0 – 1         | Sovjet-Unie | Nou Camp, Barcelona Toeschouwers: 45.000 Scheidsrechter: Michel Vautrot, Frankrijk |
| 1 juli 1982 21:00 UTC+2 |        | 48' Oganesjan |             | Nou Camp, Barcelona Toeschouwers: 45.000 Scheidsrechter: Michel Vautrot, Frankrijk |

| België | Sovjet-Unie |

| België:    |    |                      |     |
|            |    |                      |     |
| GK         | 22 | Jacky Munaron        |     |
| RB         | 5  | Michel Renquin       |     |
| CB         | 3  | Luc Millecamps       |     |
| CB         | 4  | Walter Meeuws        |     |
| LB         | 15 | Maurits De Schrijver | 65' |
| RM         | 20 | Guy Vandersmissen    | 67' |
| CM         | 17 | René Verheyen        |     |
| CM         | 10 | Ludo Coeck           |     |
| LM         | 6  | Frank Vercauteren    |     |
| CF         | 11 | Jan Ceulemans        |     |
| CF         | 9  | Erwin Vandenbergh    |     |
| Invallers: |    |                      |     |
| MF         | 8  | Marc Millecamps      | 65' |
| FW         | 21 | Alex Czerniatynski   | 67' |
| Coach:     |    |                      |     |
| Guy Thys   |    |                      |     |

| Sovjet-Unie:     |    |                     |     |
|                  |    |                     |     |
| GK               | 1  | Rinat Dasajev       |     |
| RM               | 8  | Vladimir Bessonov   | 1'  |
| CB               | 3  | Aleksandr Tsjivadze |     |
| CB               | 5  | Sergei Baltatsja    |     |
| LB               | 6  | Anatoli Demjanenko  |     |
| CM               | 14 | Sergei Borovski     |     |
| CM               | 12 | Andrei Bal          | 87' |
| AM               | 9  | Joeri Gavrilov      |     |
| RW               | 7  | Ramaz Sjengelija    | 89' |
| CF               | 11 | Oleh Blochin        |     |
| LW               | 10 | Choren Oganesjan    |     |
| Invallers:       |    |                     |     |
| MF               | 13 | Vitali Daraselia    | 87' |
| FW               | 16 | Sergei Rodionov     | 89' |
| Coach:           |    |                     |     |
| Kostantin Beskov |    |                     |     |

KBVB · A-internationals · Selecties · Statistieken · Bondscoaches · Belgisch vrouwenelftal · Olympisch elftal · België U21 · België U20 · België U19 · België U18 · België U17 · België U16 · Vrouwen U19 · Vrouwen U17
Albanië ·
Algerije ·
Andorra ·
Argentinië ·
Armenië ·
Australië ·
Azerbeidzjan ·
Bosnië en Herzegovina · 
Brazilië ·
Bulgarije ·
Burkina Faso ·
Canada ·
Chili ·
Colombia ·
Costa Rica ·
Cyprus ·
DDR ·
Denemarken ·
Duitsland ·
Egypte ·
El Salvador ·
Engeland ·
Estland ·
Faeröer ·
Finland ·
Frankrijk ·
Gabon ·
Gibraltar ·
Griekenland ·
Hongarije ·
Ierland ·
IJsland ·
Irak ·
Israël ·
Italië ·
Ivoorkust ·
Japan ·
Joegoslavië ·
Kazachstan ·
Kroatië · 
Letland ·
Litouwen ·
Luxemburg ·
Malta ·
Marokko ·
Mexico ·
Montenegro · 
Nederland ·
Noord-Ierland ·
Noord-Macedonië ·
Noorwegen ·
Oekraïne ·
Oostenrijk ·
Panama · 
Paraguay ·
Peru ·
Polen ·
Portugal ·
Qatar ·
Roemenië ·
Rusland ·
San Marino ·
Saoedi-Arabië ·
Schotland ·
Servië ·
Servië en Montenegro ·
Slovenië ·
Slowakije ·
Sovjet-Unie ·
Spanje ·
Tsjechië ·
Tsjecho-Slowakije ·
Tunesië · 
Turkije · 
Uruguay · 
Verenigde Staten · 
Wales · 
Wit-Rusland ·
Zambia · 
Zuid-Korea · 
Zweden · 
Zwitserland
Algerije (2014) ·
Argentinië (2014) · 
Brazilië (2018) · 
Canada (2022) · 
Denemarken (2021) · 
Engeland (2018, 1) · 
Engeland (2018, 2) · 
Finland (2021) · 
Frankrijk (1904) ·
Frankrijk (2018) · 
Ierland (2016) · 
Italië (2016) · 
Italië (2021) · 
Japan (2018) · 
Kroatië (2022) · 
Marokko (2022) · 
Nederland (1985) · 
Panama (2018) ·
Polen (1982) · 
Portugal (2021) · 
Rusland (2014) · 
Rusland (2021) · 
Sovjet-Unie (1982) · 
Tunesië (2018) · 
Verenigde Staten (2014) ·
West-Duitsland (1980) · 
Zuid-Korea (2014)